# Šestakovci 1
Hrid Šestakovci 1 je nenaseljeni otočić u hrvatskom dijelu Jadranskog mora.
Njegova površina iznosi 0,011 km². Dužina obalne crte iznosi 0,45 km.